# Černý jako já
Černý jako já (v anglickém originále Black Like Me) je próza amerického novináře a spisovatele Johna Howarda Griffina z roku 1961. Je to dílo na hraně publicistiky a beletrie. Hlavním tématem je rasismus v Americe konce 50. let. Griffin (běloch) udělal ve spolupráci s kožním lékařem experiment: bral tablety pro postižené chorobným běláním kůže a dlouhé hodiny trávil pod ultrafialovou lampou. Po určité době dosáhl takového ztmavnutí kůže (spolu s použitím líčidla), že byl k nerozeznání od etnického černocha. Poté šest týdnů cestoval Amerikou – nejprve se asi týden zdržoval v New Orleans a pak se vydal do jižních států USA. V knize Černý jako já popisuje tento experiment, zážitky z cesty a reakce na první uveřejnění svých zkušeností v novinách a televizi.
V roce 1964 natočil režisér Carl Lerner podle knihy stejnojmenný film.

## České vydání
- Černý jako já (1976, Mladá fronta, překlad: Pavel Šár)[1]